# Бой у деревни Ахмер
Бой у деревни Ахмер — одно из сражений Гражданской войны, произошедшее в деревни Ахмерово между башкирским войском и красноармейцами.

## История
Взятие деревни под свой контроль было очень важным стратегическом шагом для башкир. Солдаты башкирского войска расположились в соседней деревне, оставаясь в ней в течение месяца и отражая нападения красноармейцев на подконтрольные территории. В самой деревне были сосредоточены значительные силы красноармейцев, порядка двух батальонов. Сами башкиры ждали соответствующей возможности для нападения. Взятие деревни было также морально важным для башкир: «Утром в 3 часа мы приблизились к деревне Ахмер, где находился полк русских. Из-за того, что жители русских деревень, расположенных слева и справа от этой деревни, были очень враждебны по отношению к нам, мы считали своим священным долгом разгромить русских именно здесь. В непосредственной близости от деревни мы объявили, что каждый солдат, начинавший отступать самовольно, будет приговорен к расстрелу» (Ахмет Заки Валиди. "История башкир", глава 61).
Ночью, 15 января 1919 года, башкирское командование нашло возможность для нападения. Выдвинувшись вечером из деревни Салихово, различными путями башкирские войска направились в сторону деревни. Силы сторон были не равны, так как башкиры были малочисленнее. К 3 часам башкирские войска подошли к деревне, где находились красноармейцы. Нападение башкир стало неожиданностью для красных и огонь пулемётчиков, открывших по башкирским войскам, стал запоздалым. Пока красноармейцы одевались, башкирские войска уже завладели улицами. В деревне развернулись уличные бои.

В конечном счёте, красные потерпели поражение. Бой продолжался до 6 утра, пока красные не отступили в Стерлитамак. Многие из них бежали босыми в нижнем белье. В ходе боя красные понесли значительные потери, оставив также боеприпасы, пулемёты и санитарный госпиталь. Башкирское войско потеряло 4 солдата, которые были похоронены по всем исламским нормам, а также 15 солдат были ранены.
Пока их солдаты, одевшись и захватив винтовки, вышли из домов, мы уже завладели улицами. Развернулись напряженные уличные бои. Тут мы поняли, что вражеские силы в деревне состояли из двух батальонов. Деревня Ахмер превратилась для них в место бедствия. Мы их убивали как беззащитных овец.

Ахмет Заки Валиди. "История башкир", глава 61.